# Blue Banisters (canção)
"Blue Banisters é uma canção da cantora e compositora estadunidense Lana Del Rey. Foi lançada em 20 de maio de 2021 através da Interscope Records e Polydor Records juntamente com "Text Book" e "Wildflower Wildfire" como os primeiros singles do oitavo álbum de estúdio da artista Blue Banisters. A canção foi composta por Del Rey e Gabe Simon, enquanto foi produzida por esse último.

## Antecedentes
Em 28 de abril de 2021, Lana Del Rey anunciou o lançamento de seu oitavo álbum de estúdio, intitulado Blue Banisters, programado para ser lançado em 4 de julho do mesmo ano. em 20 de maio de 2021, três canções foram lançadas sem aviso prévio pela cantora — "Blue Banisters", "Text Book" e "Wildflower Wildfire" — servindo como "lançamentos promocionais em antecipação ao seu oitavo álbum de estúdio."

## Composição
"Blue Banisters" é uma balada com notas leves de piano e sons vocais silenciosos. Foi composta e produzida por Gabe Simon da banda de indie rock Kopecky, que também já produziu canções de artistas como Dua Lipa e Mxmtoon.

## Créditos
Créditos adaptados do Tidal.
- Lana Del Rey – composição, vocais
- Gabe Simon – composição, produção, engenheiro, mixer, órgão, piano
- Adam Ayan – engenheiro de masterização

## Desempenho nas tabelas musicais
| Tabela (2021)        | Melhor posição |
| -------------------- | -------------- |
| Nova Zelândia (RMNZ) | 31             |

## Histórico de lançamento
| Região | Data               | Formato(s)                 | Gravadora(s)       |
| ------ | ------------------ | -------------------------- | ------------------ |
| Vários | 20 de maio de 2021 | Download digital streaming | Interscope Polydor |